# 自然堆积层
自然层是一个考古术语，一般指在地质勘探或者遗迹发掘中，由各种自然堆积形成的堆积层。
但是相对于文化层的定义，自然层也指没有人类活动遗留物和遗迹的地层。